# Copa Brasil de Voleibol Masculino de 2019

## Regulamento
Classificaram-se para a disputa da Copa Brasil de 2019 as oito melhores equipes do primeiro turno da fase classificatória da Superliga Série A 2018/2019. O torneio foi disputado em sistema de eliminatória simples, em jogos únicos, dividido em três fases: quartas-de-final, semifinais e final.
Nas quartas-de-final, os confrontos foram baseados na posição de cada participante da tabela da referida Superliga Brasileira A, conforme a seguir: 1º x 8º,  2º x 7º , 3º x 6º  e  4º x 5º  os vitoriosos destas partidas passaram às semifinais, a partida semifinal foi entre o Vencedor (1º x 8º) x Vencedor (4º x 5º) e na outra partida da referida fase teremos o Vencedor (2º x 7º) x Vencedor (3º x 6º), definindo assim os dois finalistas. Os jogos da quartas-de-final tiveram como mandantes os quatro melhores times da Superliga Brasileira A, e  as semifinais e a final foram realizadas no Ginásio Jones Minosso, Lages (SC).

## Participantes
| Equipe             | Cidade         | Ginásio                         | Capacidade | Posição no primeiro turno de 2018/2019 | Rio de Janeiro Maringá Belo Horizonte Contagem Campinas São Paulo Itapetininga TaubatéCopa Brasil de Voleibol Masculino de 2019 (Brasil) |
| ------------------ | -------------- | ------------------------------- | ---------- | -------------------------------------- | --- |
| SESC-RJ            | Rio de Janeiro | Tijuca Tênis Clube              | 1000       | 1º                                     | Rio de Janeiro Maringá Belo Horizonte Contagem Campinas São Paulo Itapetininga TaubatéCopa Brasil de Voleibol Masculino de 2019 (Brasil) |
| Maringá Vôlei      | Maringá        | Ginásio Chico Neto              | 4538       | 6º                                     | Rio de Janeiro Maringá Belo Horizonte Contagem Campinas São Paulo Itapetininga TaubatéCopa Brasil de Voleibol Masculino de 2019 (Brasil) |
| Taubaté            | Taubaté        | Ginásio do Abaeté               | 3000       | 4º                                     | Rio de Janeiro Maringá Belo Horizonte Contagem Campinas São Paulo Itapetininga TaubatéCopa Brasil de Voleibol Masculino de 2019 (Brasil) |
| Vôlei Itapetininga | Itapetininga   | Ginásio Ayrton Senna            | 1000       | 7º                                     | Rio de Janeiro Maringá Belo Horizonte Contagem Campinas São Paulo Itapetininga TaubatéCopa Brasil de Voleibol Masculino de 2019 (Brasil) |
| Minas              | Belo Horizonte | Arena Minas Tênis Clube         | 3650       | 8º                                     | Rio de Janeiro Maringá Belo Horizonte Contagem Campinas São Paulo Itapetininga TaubatéCopa Brasil de Voleibol Masculino de 2019 (Brasil) |
| Sada Cruzeiro      | Contagem       | Ginásio Poliesportivo do Riacho | 2000       | 2º                                     | Rio de Janeiro Maringá Belo Horizonte Contagem Campinas São Paulo Itapetininga TaubatéCopa Brasil de Voleibol Masculino de 2019 (Brasil) |
| SESI-SP            | São Paulo      | Vila Leopoldina                 | 800        | 3º                                     | Rio de Janeiro Maringá Belo Horizonte Contagem Campinas São Paulo Itapetininga TaubatéCopa Brasil de Voleibol Masculino de 2019 (Brasil) |
| Vôlei Renata       | Campinas       | Ginásio do Taquaral             | 2600       | 5º                                     | Rio de Janeiro Maringá Belo Horizonte Contagem Campinas São Paulo Itapetininga TaubatéCopa Brasil de Voleibol Masculino de 2019 (Brasil) |

## Resultados
|  | Quartas de final | Quartas de final    | Quartas de final |                     |    | Semifinais          | Semifinais | Semifinais |  |  | Final | Final | Final |  |
|  |                  |                     |                  |                     |    |                     |            |            |  |  |       |       |       |  |
|  | 1º               | SESC-RJ             | 2                |                     |    |                     |            |            |  |  |       |       |       |  |
|  | 1º               | SESC-RJ             | 2                |                     |    |                     |            |            |  |  |       |       |       |  |
|  | 8º               | Minas Tênis Clube   | 3                |                     |    |                     |            |            |  |  |       |       |       |  |
|  | 8º               | Minas Tênis Clube   | 3                |                     | 8º | Minas Tênis Clube   | 3          |            |  |  |       |       |       |  |
|  |                  |                     |                  |                     | 8º | Minas Tênis Clube   | 3          |            |  |  |       |       |       |  |
|  |                  |                     | 4º               | FUNVIC/Taubaté      | 2  |                     |            |            |  |  |       |       |       |  |
|  | 4º               | FUNVIC/Taubaté      | 4º               | FUNVIC/Taubaté      | 2  | 3                   |            |            |  |  |       |       |       |  |
|  | 4º               | FUNVIC/Taubaté      |                  |                     |    |                     |            |            |  |  |       |       |       |  |
|  | 5º               | Vôlei Renata        | 1                |                     |    |                     |            |            |  |  |       |       |       |  |
|  | 5º               | Vôlei Renata        | 1                |                     | 8º | Minas Tênis Clube   | 0          |            |  |  |       |       |       |  |
|  |                  |                     |                  |                     |    |                     |            |            |  |  |       |       |       |  |
|  |                  |                     | 2º               | Sada Cruzeiro Vôlei | 3  |                     |            |            |  |  |       |       |       |  |
|  | 2º               | Sada Cruzeiro Vôlei | 2º               | Sada Cruzeiro Vôlei | 3  | 3                   |            |            |  |  |       |       |       |  |
|  | 2º               | Sada Cruzeiro Vôlei |                  |                     |    |                     |            |            |  |  |       |       |       |  |
|  | 7º               | Vôlei Itapetininga  | 1                |                     |    |                     |            |            |  |  |       |       |       |  |
|  | 7º               | Vôlei Itapetininga  | 1                |                     | 2º | Sada Cruzeiro Vôlei | 3          |            |  |  |       |       |       |  |
|  |                  |                     |                  |                     | 2º | Sada Cruzeiro Vôlei | 3          |            |  |  |       |       |       |  |
|  |                  |                     | 6º               | Maringá Vôlei       | 1  |                     |            |            |  |  |       |       |       |  |
|  | 3º               | Sesi-SP             | 6º               | Maringá Vôlei       | 1  | 2                   |            |            |  |  |       |       |       |  |
|  | 3º               | Sesi-SP             |                  |                     |    |                     |            |            |  |  |       |       |       |  |
|  | 6º               | Maringá Vôlei       | 3                |                     |    |                     |            |            |  |  |       |       |       |  |

## Quartas de final
A tabela oficial dos jogos foi divulgada em 24 de dezembro de 2018 pela CBV:
| 10 de janeiro de 2019 19:00 Relatório | SESI-SP        | 2 — 3                         | Maringá Vôlei  | SESI - Vila Leopoldina, São Paulo Árbitro(s): SP Plínio Alberto Pereira Júnior SP Rafael de Souza Lino |
| 10 de janeiro de 2019 19:00 Relatório | 25 24 25 22 19 | Set 1 Set 2 Set 3 Set 4 Set 5 | 19 26 22 25 21 | SESI - Vila Leopoldina, São Paulo Árbitro(s): SP Plínio Alberto Pereira Júnior SP Rafael de Souza Lino |

| 10 de janeiro de 2019 20:00 Relatório | FUNVIC/Taubaté | 3 — 1                   | Vôlei Renata | Ginásio do Abaeté, Taubaté Árbitro(s): SP Carlos Alberto Sozzo Valderrama SP Marcos Borges Pereira da Silva |
| 10 de janeiro de 2019 20:00 Relatório | 25 22 25       | Set 1 Set 2 Set 3 Set 4 | 22 25 21 16  | Ginásio do Abaeté, Taubaté Árbitro(s): SP Carlos Alberto Sozzo Valderrama SP Marcos Borges Pereira da Silva |

| 16 de janeiro de 2019 20:00 Relatório | SESC-RJ        | 2 — 3                         | Minas Tênis Clube | Jeunesse Arena, Rio de Janeiro Árbitro(s): RJ Marcelo Ribeiro Leandro RJ Felipe Antônio Santos da Silva |
| 16 de janeiro de 2019 20:00 Relatório | 25 22 25 18 11 | Set 1 Set 2 Set 3 Set 4 Set 5 | 20 25 22 25 15    | Jeunesse Arena, Rio de Janeiro Árbitro(s): RJ Marcelo Ribeiro Leandro RJ Felipe Antônio Santos da Silva |

| 15 de janeiro de 2019 20:00 Relatório | Sada Cruzeiro Vôlei | 3 — 1                   | Vôlei Itapetininga | Ginásio Poliesportivo do Riacho, Contagem Árbitro(s): MG Anderson Luiz Caçador MG Marcos Fernando Salles |
| 15 de janeiro de 2019 20:00 Relatório | 27 25 24 25         | Set 1 Set 2 Set 3 Set 4 | 25 21 26 14        | Ginásio Poliesportivo do Riacho, Contagem Árbitro(s): MG Anderson Luiz Caçador MG Marcos Fernando Salles |

## Semifinal
| 26 de janeiro de 2019 21:00 Relatório SporTV | Minas Tênis Clube | 3 — 2                         | FUNVIC/Taubaté | Ginásio Jones Minosso, Lages Árbitro(s): SC Paulo Luís Beal SC Carlos Eduardo Silva |
| 26 de janeiro de 2019 21:00 Relatório SporTV | 34 20 20 25 15    | Set 1 Set 2 Set 3 Set 4 Set 5 | 32 25 22 9     | Ginásio Jones Minosso, Lages Árbitro(s): SC Paulo Luís Beal SC Carlos Eduardo Silva |

| 26 de janeiro de 2019 19:00 Relatório SporTV | Sada Cruzeiro Vôlei | 3 — 1                   | Maringá Vôlei | Ginásio Jones Minosso, Lages Árbitro(s): SC James Francisco Beal SC Patrick Bernard Basso |
| 26 de janeiro de 2019 19:00 Relatório SporTV | 25 23 25            | Set 1 Set 2 Set 3 Set 4 | 21 25 21 15   | Ginásio Jones Minosso, Lages Árbitro(s): SC James Francisco Beal SC Patrick Bernard Basso |

## Final
| 27 de janeiro de 2019 19:00 Relatório SporTV | Minas Tênis Clube | 0 — 3             | Sada Cruzeiro Vôlei | Ginásio Jones Minosso, Lages Árbitro(s): SC Paulo Luís Beal SC Patrick Bernard Basso |
| 27 de janeiro de 2019 19:00 Relatório SporTV | 27 22             | Set 1 Set 2 Set 3 | 29 25               | Ginásio Jones Minosso, Lages Árbitro(s): SC Paulo Luís Beal SC Patrick Bernard Basso |

## Classificação Final
| Copa Brasil de 2019                     |
| Minas Gerais                            |
| --------------------------------------- |
| Sada Cruzeiro Vôlei Campeão (4º título) |